# Sankyo Frontier Kashiwa Stadium
O Sankyo Frontier Kashiwa Stadium é um estádio de futebol situado em Kashiwa, Japão.